# Seinenvierkant

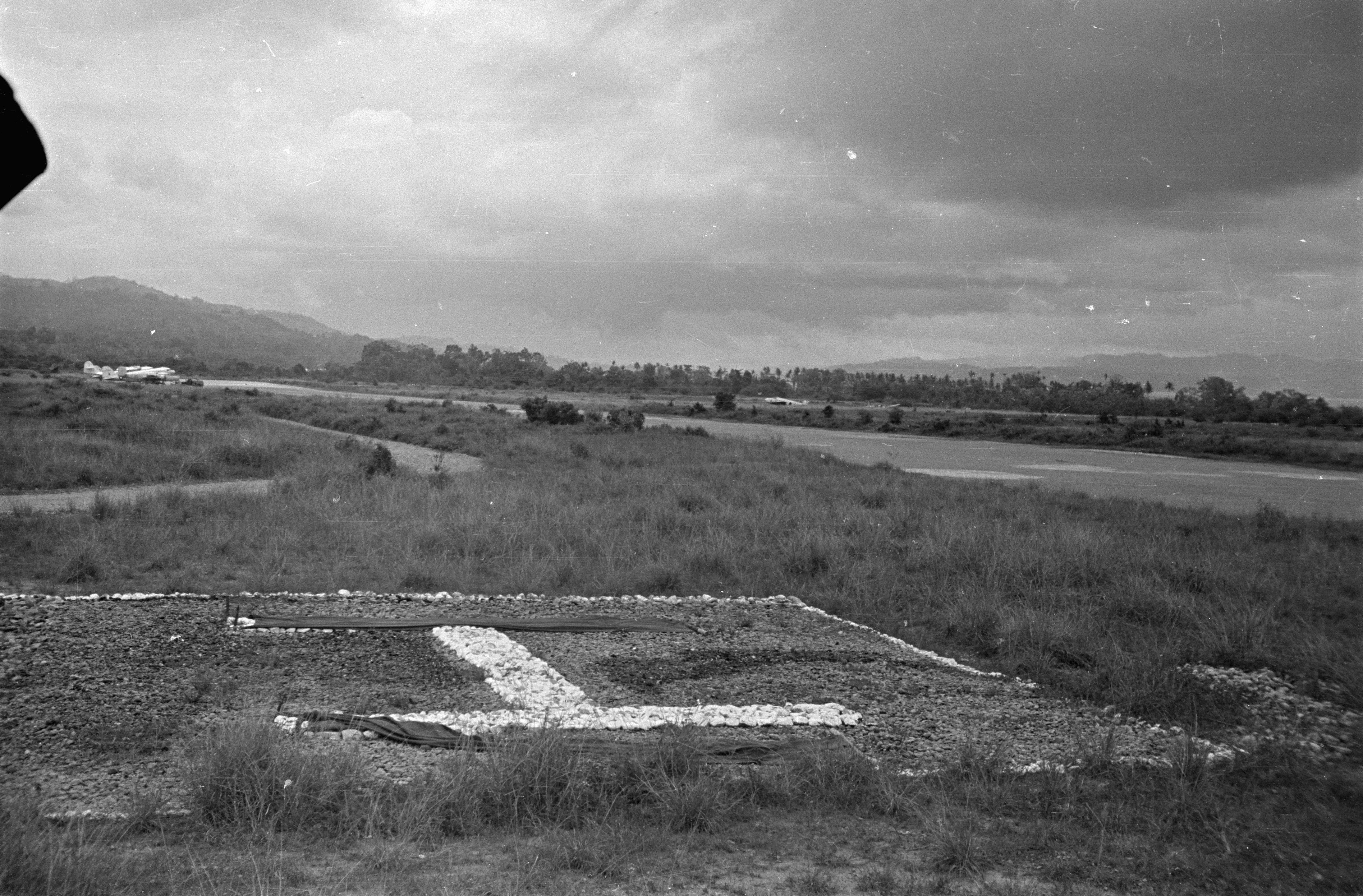
Seinenvierkant op de airstrip Laha in 1947 toont de witte landings-T

Het seinenvierkant is een vierkant gebied van ten minste 12,8 bij 12,8 meter (42 voet) op de grond van een luchtvaartterrein, dat gemarkeerd wordt met een witte rand. Een dergelijk vierkant wordt gebruikt voor het optisch weergeven van grondsignalen, die leesbaar zijn vanuit overvliegende vliegtuigen.
Het seinenvierkant bevat grondsymbolen om de omstandigheden op het luchtvaartterrein visueel aan te geven aan overvliegende vliegtuigen.
Deze wijze van communicatie is ingevoerd in de tijd dat vliegtuigen nog geen gebruik konden maken van radiocommunicatie. Sinds de jaren '50 is het seinenvierkant geleidelijk in onbruik geraakt, en vervangen door elektronische communicatiemiddelen.

## Standaard grondsignalen
| Signaal | Betekenis |
| ------- | --- |
|         | Rood vierkant bord met gele diagonalen in een seinenvierkant betekent: 'verboden te landen voor onbepaalde tijd. Het vliegveld is permanent of tijdelijk gesloten.' |
|         | Rood vierkant bord met één gele diagonaal in een seinenvierkant betekent opletten bij het landen. Bijvoorbeeld vanwege de slechte toestand van de landingsbaan. |
|         | Horizontale witte halter in een seinenvierkant betekent dat vliegtuigen alleen op landingsbanen en taxibanen mogen landen, opstijgen en taxiën. |
|         | Horizontale witte halter met zwarte dwarsbalken betekent dat landen en opstijgen uitsluitend toegestaan is op de landingsbanen, maar taxiën is toegestaan op en buiten de landingsbanen. |
|         | Witte of oranje Landings-T betekent landen en opstijgen in een lijn evenwijdig aan het staande been van de T en in de richting van de voet naar de top van de T. Deze baanrichting is in gebruik. |
|         | Pijl naar rechts in een seinenvierkant of aan het einde van de in gebruik zijnde baan betekent dat vóór het landen en na het opstijgen iedere bocht naar rechts gemaakt moet worden (rechterhand-luchtverkeerscircuit). Een linkerhand-luchtverkeerscircuit is standaard en hoeft dus niet te worden aangegeven. |
|         | Zwarte C op gele achtergrond betekent dat een luchtverkeersmeldingspost aanwezig is. |
|         | Gesloten start- of landingsbanen. |
|         | Twee cijfers tegen of in de nabijheid van de verkeerstoren geeft de baanrichting waar waarin moet worden opgestegen, uitgedrukt in tientallen graden ten opzichte van het magnetische Noorden, afgerond op het meest nabijkomende tiental graden. bijvoorbeeld baan 09 betekent 090 graden, dus naar het oosten. |
|         | Dubbel wit kruis in het seinenvierkant geeft aan dat zweefvliegen plaatsvindt op het luchtvaartterrein. |